# Hoya chloroleuca
Hoya chloroleuca är en oleanderväxtart som beskrevs av Rudolf Schlechter. Hoya chloroleuca ingår i släktet Hoya och familjen oleanderväxter. Inga underarter finns listade i Catalogue of Life.